# Siemianowice Śląskie
Siemianowice Śląskie eller bare Siemianowice (udtale: [ɕɛmjanɔˈvit͡sɛ ˈɕlɔ̃skʲɛ]; tysk: Siemianowitz-Laurahütte; schlesisk: Śymjanowice Ślůnskje)  er en by i den  centrale  del af  voivodskabet Schlesien i  det sydlige Polen. Byen   har 63.657(2023) indbyggere og et areal på 25,5 km², og er et selvstændigt  bypowiat. Den er en af byerne i Katowice byområde  der omfatter 2,7 millioner indbyggere –  og er en del af det større Katowice-Ostrava storbyområde med en befolkning på omkring 5.294.000.

## Inddeling
- Centrum – 11,98 km2
- Michałkowice – 5,46 km2
- Bańgów – 2,96 km2
- Przełajka – 2,7 km2
- Bytków – 2,3 km2

## Historie
Siemianowice dateres tilbage til middelalderens Piast-regerede Polen. Den blev sandsynligvis første gang nævnt i dokumenter i 1253.
I 1924 blev kommunerne Siemianowice og Huta Laury slået sammen. Den nye by fik navnet Siemianowice Śląskie og fik byprivilegier i 1932.
Den 1. september 1939, den første dag af den tyske invasion af Polen og 2. verdenskrig, var der en træfning mellem tyske sabotører og det polske forsvar i det nuværende distrikt Michałkowice.